# Departament de Seguretat Nacional d'Espanya
El Departament de Seguretat Nacional (DSN) d'Espanya és l'òrgan d'assessorament al President del Govern en matèria de Seguretat Nacional. S'encarrega del manteniment i adequat funcionament del Centre de Situació del Departament de Seguretat Nacional per a l'exercici de les funcions de seguiment i gestió de crisi, i és responsable d'impulsar el desenvolupament i integració del Sistema de Seguretat Nacional. Així mateix, gestiona i assegura les comunicacions especials de la Presidència del Govern d'Espanya.
La seva raó de ser resideix en la necessitat de reforçar l'orgànica de la Presidència del Govern per a assistir al President del Govern en la seva responsabilitat de dirigir la política de Seguretat Nacional d'Espanya. Va ser creat en 2012 en virtut del Reial decret 1119/2012, de 20 de juliol, pel qual es va procedir a la reestructuració del departament presidencial, Reial decret que va entrar en vigor l'endemà de la seva publicació en el Butlletí Oficial de l'Estat.

## Història

### Antecedents
L'any 1980 Marcelino Oreja, llavors Ministre espanyol d'Afers Estrangers, va iniciar contactes per acordar l'ingrés d'Espanya a l'OTAN. Poc després s'aprovaria a Espanya la primera llei de seguretat nacional. Al desembre de 2009, l'expresident José Luis Rodríguez Zapatero va encarregar a Javier Solana (antic Secretari General de l'OTAN i màxim responsable de la política exterior i de seguretat de la Unió Europea) l'elaboració primera Estratègia Espanyola de Seguretat.
El document oficial va ser dirigit per Javier Solana i elaborat per una Comissió i un grup de treball amb representació dels diferents Ministeris. Aquest document contenia les línies mestres de l'Estratègia Espanyola de Seguretat, que entre elles, proposava la creació d'un Consell Espanyol de Seguretat, que estaria dotat de capacitat executiva, assessorament, decisió, proposta, seguiment i control, per a poder coordinar les labors de Seguretat Nacional. Aquest Consell Espanyol de Seguretat estaria assistit per una Unitat de Suport que actuaria com a òrgan instrumental per a la coordinació, gestió de crisi, lideratge i seguiment de l'Estratègia Espanyola de Seguretat. La Unitat de Suport s'enquadraria dins del Gabinet del Ministeri de la Presidència i estaria composta per un equip multidisciplinari compost per Funcionaris Civils de l'Estat, Personal Forces i Cossos de Seguretat de l'Estat i Personal de les Forces Armades. La Unitat de Suport heretaria al personal del Departament d'Infraestructura i Seguiment de Situacions de Crisis (DISSC), el qual es reformaria per a adaptar-se a les noves necessitats definides en l'Estratègia Espanyola de Seguretat.

### Creació del DSN
El divendres 24 de juny de 2011 fou aprovada la primera Estratègia espanyola de Seguretat per part del Consell de Ministres de José Luis Rodríguez Zapatero. Mesos després de l'aprovació de l'Estratègia Espanyola de Seguretat, el 21 de desembre de 2011, Mariano Rajoy es va convertir en el sisè president del Govern espanyol en democràcia. El 23 de juliol de 2012 reestructurà el Ministeri de la Presidència en virtut del Reial decret 1119/2012 i creà la Unitat de Suport recollida en l'Estratègia Espanyola de Seguretat, la qual finalment passaria a denominar-se Departament de Seguretat Nacional (DSN) i tindria la seva seu física en el búnquer construït en el subsòl del complex del Palau de la Moncloa. El búnquer disposa de tres plantes, amb habitacions per a 200 persones, estudi de televisió, hospital, armeria i un refugi nuclear. Rodejada d’un gran secretisme, la seua construcció la va ordenar Felipe González, arran de l'entrada de l'Estat espanyol a l'OTAN.

### Estratègia 2013
Després de la creació del DSN, el govern li ordena continuar i revisar l'Estratègia Espanyola de Seguretat de 2011, per a adaptar i actualitzar el seu contingut als canvis de l'escenari estratègic. El 31 de maig de 2013, el Consell de Ministres va aprovar la nova Estratègia de Seguretat Nacional. Un projecte compartit, configurant un nou Sistema de Seguretat Nacional i implicant la societat civil en els àmbits d'interès prioritari de la Seguretat Nacional.

### Llei de Seguretat Nacional
El 28 de setembre de 2015 el Congrés dels Diputats aprova la Llei de Seguretat Nacional (Llei 36/2015) gràcies als vots del Partit Popular, Partit Socialista i UPyD. El Títol II de la Llei crea i desenvolupa el Sistema de Seguretat Nacional, les seves funcions i organització, designant en el seu article 20 al Departament de Seguretat Nacional com l'òrgan de treball permanent del Consell de Seguretat Nacional i dels seus òrgans de suport, exercint les funcions de Secretaria Tècnica, així com les altres funcions previstes en la normativa que li sigui aplicable.

### Estratègia 2017 i 2021
El 20 de gener de 2017 el Consell de Seguretat Nacional va aprovar el procediment per a l'elaboració de l'Estratègia de Seguretat Nacional 2017 encarregant al Departament de Seguretat Nacional el seu desenvolupament.
El 25 de juny de 2020, durant la Pandèmia de Covid-19, el llavors director del Gabinet de la Presidència del Govern d'Espanya, Iván Redondo, va comparèixer davant la primera reunió de la Comissió Mixta de Seguretat Nacional de les Corts de la XIV legislatura d'Espanya on es va reconèixer que la pandèmia aconsellava actualitzar l'Estratègies de Seguretat Nacional de 2017.
El 23 de juliol de 2020, el Departament de Seguretat Nacional va acollir en la seva seu una reunió conjunta amb els diputats i senadors de la Comissió Mixta de Seguretat Nacional per a oferir-los que participessin en el procés d'elaboració de la nova Estratègia de Seguretat Nacional i en el desenvolupament del Pla Integral de Cultura de Seguretat Nacional.

## Funcions
Partint de l'article 3 de la Llei de Seguretat Nacional (Llei 36/2015) que entén per Seguretat Nacional "la acción del Estado dirigida a proteger la libertad, los derechos y bienestar de los ciudadanos, a garantizar la defensa de España y sus principios y valores constitucionales, así como a contribuir junto a nuestros socios y aliados a la seguridad internacional en el cumplimiento de los compromisos asumidos."
I segons el Reial decret 1119/2012, de 20 de juliol, pel qual es reestructura la Presidència del Govern, el DSN té dues funcions principals:
- Òrgan d'assessorament al President del Govern en matèria de Seguretat Nacional
- # Elaborar estudis i informes sobre la Política de Seguretat Nacional, sense perjudici de les funcions que corresponguin a altres òrgans.
- # Assistir al President del Govern en l'exercici de la presidència del Consell de Seguretat Nacional, així com al Director del Gabinet de la Presidència del Govern en la seva condició de Secretari d'aquest òrgan col·legiat del Govern.
- # Elaborar la planificació del desenvolupament estratègic de la Seguretat Nacional.
- # Contribuir a l'elaboració de propostes normatives sobre Seguretat Nacional.
- # Impulsar el desenvolupament legal i reglamentari de la Llei de Seguretat Nacional en coordinació amb els òrgans i autoritats competents.
- # Analitzar l'evolució dels riscos i amenaces i dels seus potenciadors.

- Gestió de situacions de crisis:

1. Realitzar l'alerta primerenca i el seguiment dels riscos, amenaces i situacions de crisis en coordinació amb els òrgans i autoritats competents.
2. Proporcionar el suport i la coordinació adequada en la gestió de situacions de crisis, mitjançant la utilització dels mecanismes d'enllaç, coordinació i informació amb les diferents autoritats competents de les Administracions Públiques.
3. Mantenir i assegurar l'adequat funcionament del Centre de Situació del Departament de Seguretat Nacional i les comunicacions especials de la Presidència del Govern d'Espanya, així com protegir la seva documentació.
4. Dirigir i coordinar la realització dels exercicis de gestió de crisis planificats pel Departament, així com aquells la direcció dels quals li sigui requerida.
5. Contribuir a l'elaboració, el manteniment i l'actualització dels plans de contingència i dels plans de recursos humans i materials necessaris i analitzar els escenaris de crisis en coordinació amb els òrgans competents.
6. Recolzar en matèria de gestió de crisi l'adequat acompliment de les funcions del Comitè Especialitzat de Situació de caràcter únic per al conjunt del Sistema de Seguretat Nacional d'acord amb les previsions de la Llei de Seguretat Nacional.
7. Realitzar aquelles activitats que siguin necessàries per a assegurar la col·laboració, cooperació i coordinació dels òrgans competents de la Seguretat Nacional conforme a les disposicions legals i reglamentàries que siguin aplicable.
8. En l'àmbit de la cultura de Seguretat Nacional, realitzarà estudis i propostes per a fomentar la col·laboració privada i la participació ciutadana en els assumptes de la Seguretat Nacional.

Segons el Reial decret 136/2020 de 27 de gener, pel qual es reestructura la Presidència del Govern, en el seu article 3 punt 7:
- El Departament de Seguretat Nacional és l'òrgan d'assessorament al President del Govern en matèria de Seguretat Nacional.
- Mantindrà i assegurarà l'adequat funcionament del Centre de Situació del Departament de Seguretat Nacional per a l'exercici de les funcions de seguiment i gestió de crisi
- impulsarà el desenvolupament i integració del Sistema de Seguretat Nacional.
- Gestionarà i assegurarà les comunicacions especials de la Presidència del Govern.

## Estructura
Depenent directament del Secretari d'Estat cap de Gabinet de la Presidència del Govern la seva estructura seria la següent:

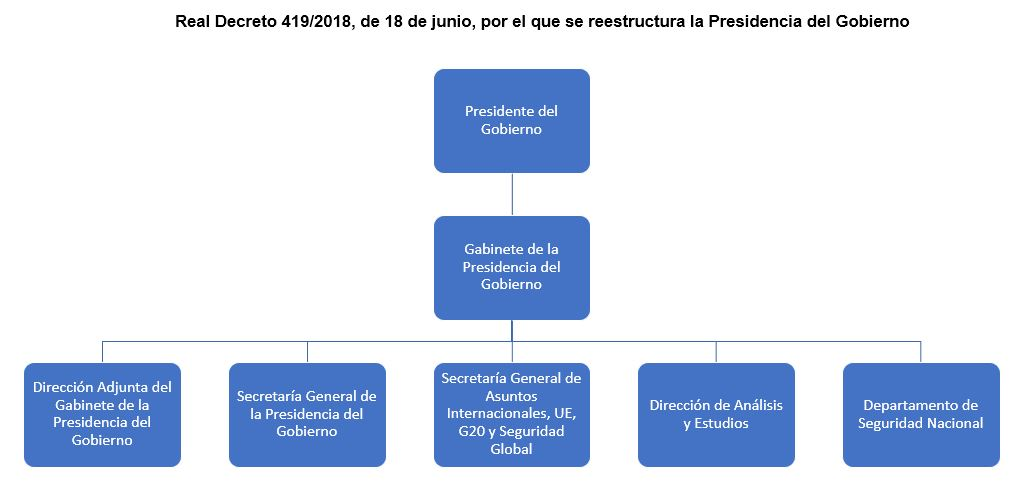
Organigrama Gabinet Presidència del Govern (en castellà)

El Centre de Situació del Departament de Seguretat Nacional (també conegut com el Búnquer de la Moncloa) està protegit amb el nivell de classificació de secret, de conformitat amb la seva regulació específica.

## Alts càrrecs

### Directors del DSN
Entre 2012 i 2018, el director del DSN era, alhora, Director Adjunt del Gabinet de la Presidència del Govern. Des de 2018, el director del DSN ostenta el rang de director general i és el principal assessor en matèria de Seguretat Nacional del President del Govern, assemblant-se la feina de casa a les del Conseller de Seguretat Nacional dels Estats Units o al National Security Adviser de Regne Unit.
| N.º | Nom                             | Inici                | Final               | President del Govern |
| --- | ------------------------------- | -------------------- | ------------------- | -------------------- |
| 1   | Alfonso de Senillosa            | 23 de juliol de 2012 | 27 de gener de 2018 | Mariano Rajoy        |
| 2   | Cristina Ysasi-Ysasmendi        | 27 de gener de 2018  | 9 de juny de 2018   | Mariano Rajoy        |
| 3   | Miguel Ángel Ballesteros Martín | 19 de juny de 2018   | En el càrrec        | Pedro Sánchez        |

### Directors operatius del DSN
El director operatiu del DSN posseeix rang de subdirector general.
| N.º | Nom                       | Inici            | Final            | President del Govern |
| --- | ------------------------- | ---------------- | ---------------- | -------------------- |
| 1   | Fernando Soteras Escartín | desembre de 2012 | febrer de 2013   | Mariano Rajoy        |
| 2   | Joaquín Castelló Moreno   | febrer de 2013   | novembre de 2018 | Mariano Rajoy        |
| 2   | Joaquín Castelló Moreno   | febrer de 2013   | novembre de 2018 | Pedro Sánchez        |
| 3   | Ignacio García Sánchez    | novembre de 2018 | al càrrec        |                      |